# 東京国際ブックフェア
東京国際ブックフェア（とうきょうこくさいブックフェア）は、毎年7月に東京ビッグサイトで開催されていた日本最大の本の展示イベント。
主催は同フェア実行委員会とリードエグジビション・ジャパンによる共催。

## 概要
日本書籍出版協会の主催で1984年、池袋のサンシャインシティで「日本の本展」として始まったのが現在の原型となっている。1986年からは東京都立産業貿易センターで開催され、1988年から「東京ブックフェア」に改称し、再びサンシャインシティに戻った。
一方、それとは別に展示会主催会社のリードジャパンは1990年に東京国際見本市会場（晴海）で国際ブックフェアを開催。
その後、業界団体とリードジャパンの共催による現在の形となった第1回が1994年から千葉市の幕張メッセで3度開催され、1997年以降は東京ビッグサイト（東京国際展示場）で開催されている。
2010年は世界25ヶ国から984社が出展し、出展者数、来場者数ともに過去最高となった。2016年は9月23日から25日に開催され、2017年以降は開催されていない。

## 同時開催
- 国際電子出版EXPO（旧称、デジタル パブリッシング フェア）
- 教育ITソリューションEXPO

## 出展内容
- 東京国際ブックフェア

一般書籍、コミック、雑誌、海外物など。
- 自然科学書フェア

理・工学書、農学書、医学書、家政学書など。
- 人文・社会科学書フェア

人文書、社会科学書など。
- 児童書フェア

児童向け図書、児童向けビデオ・CD-ROM、ぬり絵、テキストブックなど。
- 編集制作プロダクションフェア

各社が制作した作品など。

## 併催イベント
- 東京国際ブックフェア専門セミナー
- 東京国際ブックフェア　読書推進セミナー
- VIP（社長・取締役・部長など）のためのレセプション・パーティー
- 出展社による公開セミナー
- 洋書バーゲンコーナー
- 造本装幀コンクール展
- サイン会／トークショー他